# واي نت
واي نت Ynet هو أحد المواقع الإخبارية الإسرائيلية الرئيسية، وهو تابع لصحيفة يديعوت أحرونوت.  

## تاريخ
تم إطلاق موقع واي نت في يونيو 1994  باللغة العبرية فقط؛ وفي عام 2004 أطلقت النسخة الإنجليزية على الإنترنت واي نت نيوز Ynetnews.
بالإضافة إلى ذلك، تستضيف واي نت النسخة الإلكترونية من مجلات المجموعة الإعلامية ليديعوت أحرونوت: لإيشا (التي تدير أيضًا قسم الأزياء في واي نت)، بناي بلاس، بليزر، مجلة غو، ومينتا.
أصدر الموقع أيضًا نسخة باللغة العربية استمرت عامين، وتوقفت عن العمل في مايو 2005.
ومنذ عام 2008 والموقع هو بوابة الإنترنت الأكثر شعبية في إسرائيل، وفقًا لقياسات جوجل تريندز. 
احتفالًا بيوم استقلال إسرائيل في عام 2005، أجرى موقع واي نت استطلاعًا لتحديد من يعتبره قراء موقع واي نت أعظم الإسرائيليين في كل العصور.      تم نشر أفضل 200 نتيجة، حيث احتل إسحق رابين المركز الأول في الاستطلاع، وحل دافيد بن غوريون في المركز الثاني. 
في عام 2005، وظف الموقع واي نت 80 مراسلًا. 

## موقفه السياسي
يتجنب موقع واي نت بشكل عام اتخاذ موقف سياسي علني. 

## واي نت نيوز
واي نت نيوز هو موقع باللغة الإنجليزية مرتبط بصحيفة يديعوت أحرونوت، وواي نت العبرية. تأسس في فبراير 2005 في تل أبيب، واعتبر تأسيسه حدثا كبيرا في وسائل الإعلام الناطقة باللغة الإنجليزية في إسرائيل. ويستهدف الموقع اليهود الأمريكيين كجمهور. 
مديرة التحرير الحالية سارة ميلر، ترأست في السابق المواقع الإلكترونية لصحيفة هآرتس باللغة الإنجليزية وجيروزاليم بوست.
يقدم الموقع تغطية للأخبار من إسرائيل والعالم اليهودي والشرق الأوسط، استنادًا إلى التقارير والمحتوى من موقع واي نت وصحيفة يديعوت أحرونوت ومنشورات أخرى تابعة للمؤسسة الأم، مجموعة يديعوت. ويعمل بها كتاب مشهورون في يديعوت مثل ناحوم برنيع، رون بن يشاي، إيتان هابر، سمادار بيري، رونين بيرغمان، شمعون شيفر، وأريانا ميلاميد.

## روابط خارجية
- أخبار إسرائيل - واي نت، باللغة العبرية
- أخبار إسرائيل - واي نت نيوز، النسخة الإنجليزية من واي نت